# Rick Yancey
Pour les articles homonymes, voir Yancey.
Œuvres principales
- Série Alfred Kropp
- Série Le Monstrologue
- Série La Cinquième Vague

Richard Yancey, dit Rick Yancey, né  le 4 novembre 1962 à Miami (Floride), est un romancier américain qui est connu pour ses œuvres de suspense, de fantasy et de science-fiction destinées aux jeunes adultes.

## Biographie
Originaire de Floride, Rick Yancey est diplômé de l'université Roosevelt à Chicago. Titulaire d'un mastère de littérature anglaise, il travaille quelques années comme inspecteur des impôts. Il décide de se consacrer à l'écriture à plein temps, ce qui lui réussit à partir de 2004 avec des romans pour adultes et jeunes adultes. Sa trilogie best-seller La Cinquième Vague a été vendue dans le monde entier.

## Œuvres

### SérieAlfred Kropp
1. Les Extraordinaires Aventures d'Alfred Kropp, Gallimard Jeunesse, 2006 ((en) The Extraordinary Adventures of Alfred Kropp, 2005), trad. Jean Esch
2. Le Sceau du roi Salomon, Gallimard Jeunesse, coll. « Folio Junior », 2011 ((en) The Seal of Solomon, 2007), trad. Jean Esch
3. (en) The Thirteenth Skull, 2008

### SérieThe Highly Effective Detective
1. (en) The Highly Effective Detective, 2006
2. (en) The Highly Effective Detective Goes to the Dogs, 2008
3. (en) The Highly Effective Detective Plays the Fool, 2010
4. (en) The Highly Effective Detective Crosses the Line, 2011

### SérieLe Monstrologue
1. Le Monstrologue, Robert Laffont, coll. « R », 2017 ((en) The Monstrumologist, 2009), trad. Francine Deroyan
2. (en) The Curse of the Wendigo, 2010
3. (en) The Isle of Blood, 2011
4. (en) The Final Descent, 2013

### SérieLa Cinquième Vague
1. La Cinquième Vague, Robert Laffont, coll. « R », 2013 ((en) The 5th Wave, 2013), trad. Francine Deroyan
2. La Mer infinie, Robert Laffont, coll. « R », 2014 ((en) The Infinite Sea, 2014), trad. Francine Deroyan
3. La Dernière Étoile, Robert Laffont, coll. « R », 2016 ((en) The Last Star, 2016), trad. Francine Deroyan

### Romans indépendants
- (en) A Burning in Homeland, 2003
- (en) Confessions of a Tax Collector, 2004

## Filmographie
- 2016 : La Cinquième Vague (scénariste)